# Wakeley
Wakeley – przysiółek w Anglii, w Hertfordshire, w dystrykcie East Hertfordshire, w civil parish Westmill. W 1881 wieś liczyła 10 mieszkańców. Wakeley jest wspomniana w Domesday Book (1086) jako Wachelei.